# Arialdo
Arialdo (Cucciago, 1010 circa – Isolino Partegora, 27 giugno 1066) è stato un diacono milanese. A partire dal 1057 fu a capo del movimento poi chiamato "Pataria", caratterizzato dall'esigenza di una spinta moralizzatrice all'interno del clero.

## Biografia

### Inizi del ministero diaconale e predicazione contro gli "errori del clero"
Originario della Brianza, probabilmente di Cucciago (o forse di Carimate), Arialdo studiò a Laon e a Parigi. Venne ordinato diacono per l'arcidiocesi di Milano.
Alla morte di Ariberto d'Intimiano (1045), Arialdo, insieme a Anselmo da Baggio, Landolfo Cotta, e Attone, era stato scelto da un'assemblea popolare, formata da chierici e laici, come possibile candidato alla successione dell'arcivescovo defunto. L'imperatore Enrico III il Nero (1017-1056), però, preferì operare una scelta autonoma e investì del titolo arcivescovile Guido da Velate.
Alcuni anni più tardi, nel 1056, a Varese, Arialdo cominciò a predicare contro i mali della Chiesa, che identificava soprattutto nella simonia e nel nicolaismo (il nome carico di disprezzo con cui alcuni facevano coincidere il matrimonio dei preti – allora ancora normale nell'arcidiocesi di Milano – con un'eresia del cristianesimo primitivo). È possibile che in quegli anni Arialdo fosse maestro, o addirittura direttore, della scuola "plebana" di Varese.
Nella sua predicazione contro gli errori del clero, Arialdo si rivelava come esponente di un'esigenza religiosa nuova: i primi consensi li raccolse tra i laici, più specificamente tra i piccoli proprietari terrieri.

### Predicazione a Milano e scontro con Guido da Velate
Ben presto Arialdo si trasferì da Varese a Milano, dove tenne cicli di predicazione sul tema della "luce" che doveva essere portata al popolo dai preti. Secondo Arialdo, il clero avrebbe dovuto lasciarsi illuminare dalla Sacra Scrittura, mentre i laici venivano illuminati dalla "vita dei maestri", cioè dall'esempio dei preti stessi, che avrebbero dovuto essere perfetti imitatori di Gesù Cristo.
Per i suoi costumi corrotti, tuttavia, il clero del tempo non poteva più considerarsi tramite della fede: Arialdo metteva sotto accusa la conformità della vita del clero a quella dei laici, e su questo punto trovava presso la popolazione un consenso simile a quello che nella stessa epoca raccoglievano i gruppi ereticali (si pensi agli eretici di Monforte, che – deportati da Ariberto a Milano – avevano suscitato simpatia e solidarietà nella popolazione milanese).
Arialdo impose al clero milanese di sottoscrivere un documento in cui i preti promettessero di allontanare le mogli (da Arialdo e seguaci ridotte al ruolo di concubine) e di vivere in castità.
L'arcivescovo Guido da Velate inizialmente sottovalutò questa agitazione promossa da Arialdo e serpeggiante tra la popolazione; perciò il clero ordinario (cioè i chierici che officiavano le due cattedrali di Milano) inviò una delegazione a papa Stefano IX per informarlo di ciò che stava accadendo. Inizialmente, il papa non aderì alla linea di Arialdo e distinse la posizione dei preti effettivamente concubinari da quella di chi era legittimamente sposato. Probabilmente, Stefano IX (uno dei papi riformatori provenienti dalla Germania e voluti alla guida della Chiesa romana dagli imperatori della dinastia salica: gli artefici della cosiddetta riforma imperiale della Chiesa) esortò Arialdo a concentrarsi piuttosto nella sua battaglia contro la simonia, allora considerata come una vera e propria eresia trinitaria, in quanto riduceva l'autorità dello Spirito Santo.
Il papa consigliò però all'arcivescovo Guido di convocare un concilio provinciale per risolvere la questione. Arialdo e il suo sostenitore Landolfo, un chierico iscritto all'ordine dei notai, vennero convocati al concilio di Fontaneto d'Agogna nel 1059; i due, tuttavia, non si presentarono e vennero scomunicati in contumacia.
Nonostante la condanna sinodale, il movimento di Arialdo stava cominciando anche a diffondersi da Milano al contado: due chierici della zona di Monza, che avevano aderito alle idee di Arialdo, vennero incarcerati per ordine dell'arcivescovo. A questo punto scoppiò una vera e propria rivolta contro l'arcivescovo Guido e il clero milanese, rivolta dietro la quale c'era sicuramente Arialdo.
In questo periodo i seguaci di Arialdo, che si autodefinivano fideles, cominciarono ad essere chiamati dai loro avversari "Patarini".

### Appoggio ad Arialdo da parte del papa di Roma
Attraverso il suo braccio destro per le azioni militari Erlembaldo (fratello di Landolfo notaio, di famiglia capitaneale, passato dalla parte di Arialdo forse su consiglio di Anselmo da Baggio, dopo un pellegrinaggio a Gerusalemme), Arialdo cominciò ad intervenire anche nel mondo monastico milanese: per esempio, quando l'arcivescovo scelse nuovi abati per i monasteri di San Celso e San Vincenzo, Arialdo li cacciò entrambi; allo stesso modo, Arialdo si scagliò contro Benedetto, abate di Sant'Ambrogio.
Alcuni monaci, che come Arialdo consideravano simoniache le nomine dei loro abati, e anche alcuni chierici (non molti) che condividevano le idee di Arialdo, si riunirono in una canonica istituita da Arialdo presso la chiesa privata di Santa Maria fuori Porta Nuova. Questa canonica divenne anche luogo di intensa vita liturgica.
I laici patarini emettevano ormai vere e proprie sentenze di condanna contro i chierici che ritenevano – o sospettavano – fossero indegni, e li allontanavano dalle loro chiese. Arialdo stesso disprezzava e riteneva invalidi i sacramenti celebrati da preti indegni (compresi quelli regolarmente sposati), appoggiando una teologia poi condannata erronea (in base al cosiddetto "principio dell'Ex opere operato", sancito definitivamente al concilio di Trento).
L'atteggiamento violento di Arialdo giunse a volte a lasciare sconcertata persino la folla. D'altronde, tra gli avversari di Arialdo, vi erano anche coloro che mal sopportavano le ingerenze sempre più frequenti della Chiesa romana nelle questioni della Chiesa ambrosiana. Arnaldo cercò anche di romanizzare alcune usanze liturgiche della Chiesa milanese (per esempio iniziando la celebrazione della Veglia pasquale già al mezzogiorno del Sabato santo, consentendo la benedizione del matrimonio anche in Avvento, osservando il digiuno durante le Litanie minori anche se cadevano nel Tempo pasquale).
Nel 1059 papa Niccolò II mandò a Milano una delegazione che, sotto il controllo di Pier Damiani e di Anselmo da Baggio, doveva tentare di sbrogliare la situazione e di riportare la calma in città. Una seconda legazione, nel 1059 -1060, sempre formata da Anselmo da Baggio e Pier Damiani, esaminò il clero milanese e, appoggiando le rivendicazioni patariniche, obbligò Guido da Velate ad emettere un documento di condanna della simonia e del nicolaismo. Pier Damiani, comunque, tentava anche di difendere il valore dell'ordine costituito e della gerarchia locale, tanto che dimostrava una cerca fiducia in Guido, e comunque difendeva la validità dei sacramenti anche amministrati da ministri indegni.

### Assassinio di Arialdo

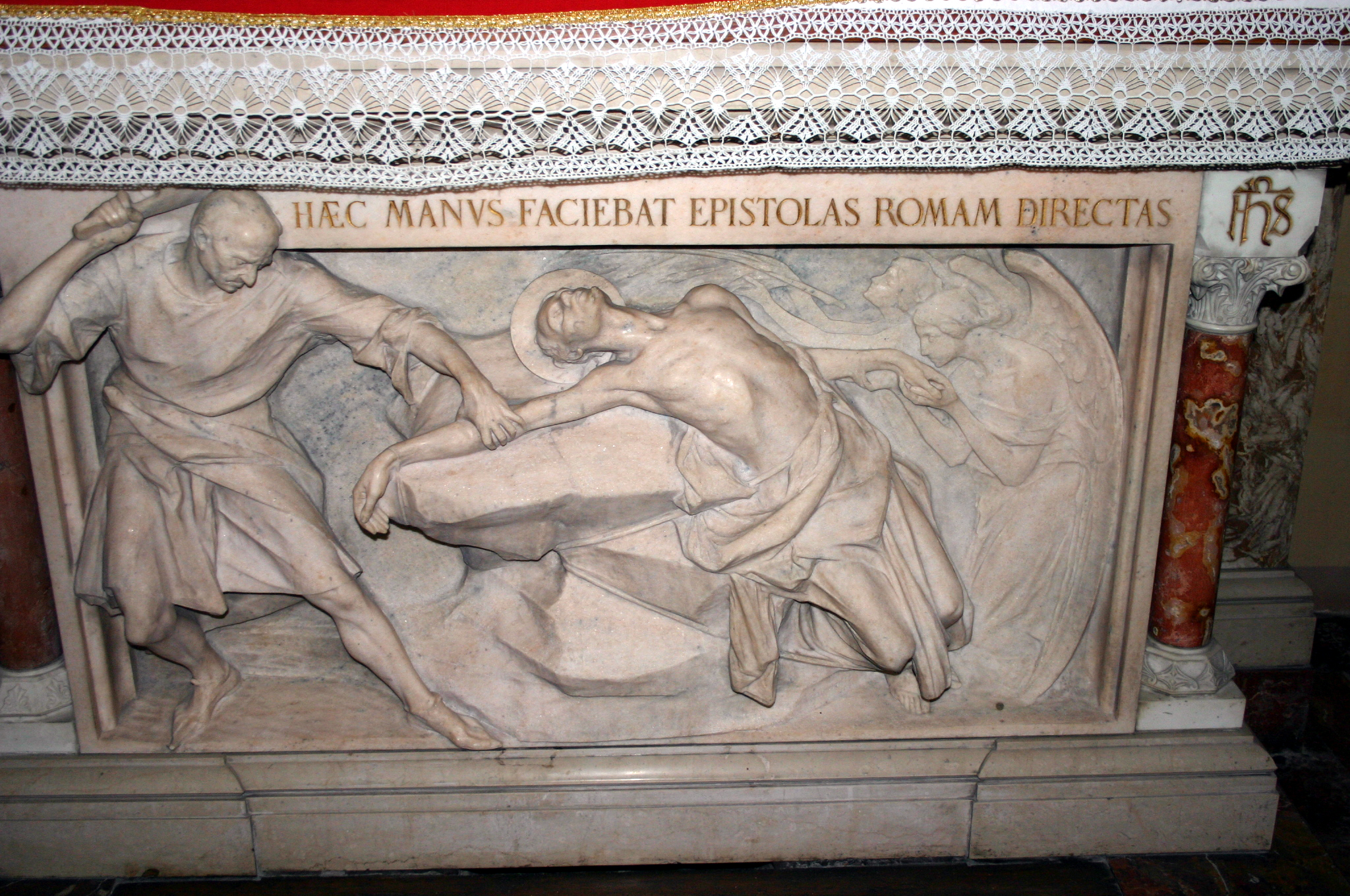
Sant'Arialdo viene mutilato prima di essere ucciso. Altare nella Basilica di San Calimero.

Nel 1066, quando il papa consegnò ad Erlembaldo il Gonfalone della Chiesa e due bolle di richiamo al clero milanese e di scomunica per Guido da Velate, questi si ribellò, e nei durissimi scontri del 4 giugno furono feriti Erlembaldo, Arialdo e Guido, che lanciò l'interdetto su Milano finché Arialdo non ne fosse uscito.
Arialdo lasciò la città, ma fu catturato dagli uomini di Guido e portato nel castello di Angera per essere interrogato. Qui fu castrato, amputato della mano destra, torturato a morte e, il 27 giugno, gettato nelle acque del Lago Maggiore.
Era chiaro dall'inizio che Guido fosse il mandante, se non materiale almeno morale, dell'assassinio di Arialdo, e per questo venne scomunicato dal papa. Questo affronto alla dignità della Chiesa milanese spostò inizialmente il favore del popolo dai patarini all'arcivescovo; ma quando, l'anno seguente, il cadavere di Arialdo venne ritrovato nel lago, il popolo milanese cominciò a schierarsi dalla parte della Pataria. Guido si arrese e cedette l'episcopato a un suo dignitario, Gotifredo da Castiglione.

## Culto
Arialdo fu canonizzato da papa Alessandro II e le sue spoglie sono conservate nel Duomo di Milano. Gli è stata intitolata una via a Milano.
La sua festa ricorre il 27 giugno.

### Fonti
- La Pataria. Lotte religiose e sociali nella Milano dell'XI secolo, a cura di P. Golinelli, Milano, Europìa - Jaca Book, 1984.

#### - antipatariniche
- Arnulphi Mediolanensis Liber gestorum recentium. Claudia Zey, ed. Hannover: Hahnsche Buchhandlung, 1994 (Monumenta Germaniae Historica. Scriptores rerum Germanicarum in usum scholarum separatim editi, 67). ISBN 3775253882.
- Landulphi Senioris Historia Mediolanensis. Ludwig Konrad Bethmann & Wilhelm Wattenbach, edd. In Monumenta Germaniae Historica. Scriptores. Vol. VIII. Hannover: MGH, 1848.

#### - filopatariniche
- Andreae Strumensis Vita Sancti Arialdi. Friedrich Baethgen, ed. Leipzig: MGH, 1935 (Monumenta Germaniae Historica. Scriptores, 30.2). 1047-1075.
- Landulphi Iunioris sive de Sancto Paulo Historia Mediolanensis ab anno MXCV usque ad annum MCXXXVII. C. Castiglioni, ed. Bologna, 1934 (Rerum Italicarum Scriptores, 5/3).  testo latino nell'"Archivio della Latinità nel Medioevo (archiviato dall'url originale il 13 luglio 2007).

### Studi
- Alfredo Lucioni, L'età della Pataria, in Diocesi di Milano, a cura di Adriano Caprioli, Antonio Rimoldi e Luciano Vaccaro, Vol. 1., Brescia 1990, pp. 167–194.